# Sansan (Francia)
Sansan è un comune francese di 98 abitanti situato nel dipartimento del Gers nella regione dell'Occitania.

## Società

### Evoluzione demografica
Abitanti censiti